# 三木孝浩
三木 孝浩（みき たかひろ、1974年8月29日 - ）は、日本の映像ディレクター、映画監督。徳島県阿波市出身。スターダストプロモーション関連のSTARDUST CREATORS所属。

## 経歴
早稲田大学第一文学部卒業。大学在学中に製作した自主映画『青空』が早稲田インディーズフィルムフェスティバルのグランプリを受賞。1998年にソニー・ミュージックに入社し、2000年からミュージックビデオを手掛ける。2006年に独立し、スターダストプロモーションと専属マネージメント契約をする。ショートムービー、ドラマ、CM等活動の幅を広げる。2010年、長編初監督作品となる映画『ソラニン』（宮﨑あおい・高良健吾 主演）が大ヒット。2012年、長編2作目となる映画『僕等がいた』（生田斗真・吉高由里子 主演）が邦画初の前・後篇2部作連続公開された。2010年代以降は少女漫画原作の恋愛映画を次々と手がけており、廣木隆一、新城毅彦とともに「胸キュン映画三巨匠」と呼ばれることもある。
映画に目覚めた切っ掛けとして小学生のときに見た原田知世主演・大林宣彦監督の『時をかける少女』（1983年）を挙げており、大林映画には大きな影響を受けたと話している。
2015年、映画監督デビュー5周年を記念し、音楽をモチーフにした作品『ソラニン』『管制塔』『くちびるに歌を』の3作を上映するイベント「三木孝浩filmo day 〜音楽と映画〜」がユーロライブで開催された。

## 監督作品

### 長編映画
- ソラニン（2010年）
- 管制塔（2011年）
- 僕等がいた 前篇・後篇 （2012年）
- 陽だまりの彼女（2013年）
- ホットロード（2014年）
- アオハライド（2014年）
- くちびるに歌を（2015年）
- 青空エール（2016年）
- ぼくは明日、昨日のきみとデートする（2016年）
- 先生!、、、好きになってもいいですか?（2017年）
- 坂道のアポロン（2018年）
- フォルトゥナの瞳（2019年）
- 思い、思われ、ふり、ふられ（2020年）[11]
- きみの瞳が問いかけている（2020年）
- 夏への扉 -キミのいる未来へ-（2021年）
- 今夜、世界からこの恋が消えても（2022年）[2]
- TANG タング（2022年）[2]
- アキラとあきら（2022年）[2]
- 知らないカノジョ（2025年）[12]
- ほどなく、お別れです（2026年予定）[13]

### テレビドラマ
- WOWOWミッドナイト☆ドラマ「藤子・F・不二雄のパラレル・スペース」第2話「あいつのタイムマシン」（2008年）
- TBS/MBS ドラゴン青年団 STAGE 1,2,3（2012年）
- TBS イロドリヒムラ 第4話「海辺の犬」（2012年）
- WOWOW連続ドラマW 闇の伴走者（2015年）
  - WOWOW連続ドラマW 闇の伴走者〜編集長の条件（2018年）

### 配信映画
- 余命一年の僕が、余命半年の君と出会った話。（2024年配信、Netflix）[14]

### 配信ドラマ
- 僕の愛しい妖怪ガールフレンド（2024年3月22日、Amazon Prime Video）[15]

### ショートムービー
- pieces of love vol.2「It's so quiet.」（2008年）
- 福原美穂「優しい赤」（2008年）
- JUJU feat. Spontania「素直になれたら」（2008年）
- 資生堂マキアージュShort Movie（2010年）
- LISMO!オリジナルドラマシリーズHappy! School Days!「Hello Goodbye」（2010年）
- 空色物語（2012年）[16]
- back number「それでもなおできることのすべてを君に」（2015年）[17]

### CM
- 大塚ベバレジ微炭酸ビタミン飲料MATCH（2005年）
- 株式会社ワオ・コーポレーション　個別指導Axis（2009年）
- 資生堂 マキアージュ（2010年）
- MIZUNO RUNNING（2012年、2013年）
- パナホーム（2013年）
- 資生堂 マシェリ×Nissy「永遠という名の花」マシェリ篇／花cherie篇／完結篇（2017年）
- 資生堂 ベネフィーク「リセットタイムのスキンケア」カサカサ編／どんより編／ヨレヨレ編／目元のシワ編（2018年）

### ミュージック・ビデオ
- ASIAN KUNG-FU GENERATION「ソラニン」「マジックディスク」
- ORANGE RANGE「ロコローション」「お願い!セニョリータ(原宿･大パニック!!篇)」「花」「*〜アスタリスク〜」「キズナ」「SAYONARA」「イカSUMMER」「ミチシルベ〜a road home〜」「落陽」「シアワセネイロ」
- mihimaru GT「かけがえのない詩」
- K「over...」「Only Human」「ファースト・クリスマス」
- YUI「feel my soul」「LIFE」「TOKYO」「Rolling star」「CHE.R.RY」「LOVE & TRUTH」「Namidairo」
- FUNKY MONKEY BABYS「もう君がいない」「希望の唄」「告白」「ヒーロー」「明日へ」「涙」「大切」「あとひとつ」「サヨナラじゃない」
- いきものがかり「夏空グラフィティ」「帰りたくなったよ」「プラネタリウム」「YELL」「ノスタルジア」「風と未来」「キミがいる」「歩いていこう」「笑顔」「ラブソングはとまらないよ」
- 清水翔太「君が好き」
- UVERworld「SHAMROCK」「Colors of the Heart」「君の好きなうた」「恋いしくて」
- 木村カエラ「happiness!!!」「L.drunk」「You bet!!」
- supercell「さよならメモリーズ」
- 平井堅「アイシテル」
- 沢井美空「あたし、今日、失恋しました。」
- NMB48 「ナギイチ」「僕らのユリイカ」「ドリアン少年」
- Not yet 「西瓜BABY」
- シクラメン「100年初恋」
- Aimer「花の唄」[18]「I beg you」[19]「春はゆく」[20]
- スピッツ「歌ウサギ」
- 乃木坂46「歩道橋」
- milet「Always You」「I still」
- suis from ヨルシカ「若者のすべて」

### ライヴ
- ORANGE RANGE
- Every Little Thing
- FUNKY MONKEY BABYS

## 受賞歴
- 早稲田インディーズフィルムフェスティバル グランプリ（自主映画『青空』）
- SPACE SHOWER Music Video Awards 2005 / BEST POP VIDEO（ORANGE RANGE「ロコローション」）
- MTV Video Music Awards Japan 2005 / 最優秀ビデオ賞（ORANGE RANGE「花」）
- 第56回カンヌ国際広告祭 メディア部門金賞/サイバー部門銅賞（JUJU feat. Spontania「素直になれたら」（モバイルムービー））
- 広告電通賞2009／クロスメディア・モバイル他部門最優秀賞（JUJU feat. Spontania「素直になれたら」（モバイルムービー））
- SPACE SHOWER Music Video Awards 2011 / BEST ARTIST（木村カエラ「You bet!!」）

## 上映イベント
- 三木孝浩 filmo day 〜音楽と映画〜（2015年11月8日）